# ウチワゼニクサ
ウチワゼニクサ（団扇銭草 Hydrocotyle verticillata var. triradiata）は、ウコギ科チドメグサ属に分類される植物。湿地や河川などに生育し、アクアリウムなどで栽培されることもある。和名はウチワゼニグサともされる。タテバチドメグサという和名もあるが、これは日本でタテバチドメグサ (H. vulgaris) と記録された個体が、のちにウチワゼニクサであったことが判明したためであり、その後タテバチドメグサという名称は、ウチワゼニクサの異名として扱われている。
また、アクアリウムで用いられる際には、葉の形状からウォーターマッシュルームやウォーターコインなどの名で呼ばれることもある。

## 分布
北米原産であるが、観賞用として各国に輸入され、日本や南アメリカ、アフリカ、オーストラリアなどで逸出し、野生化している。
日本において外来生物法における特定外来生物と記載されている例もあるが、指定されているのは別種のブラジルチドメグサである。チドメグサ属全種に輸入の際、種類名証明書の添付が必要となっているための誤解だと思われる。もっとも、都道府県レベルでは侵略的外来種であると正式に認定されている。

## 形態、生態
地下茎を伸長し、そこから葉柄を伸ばして団扇のような円形の葉を展開する。地下茎は盛んに分枝して旺盛に繁殖し、群落を拡大する。
花期は6-10月、地下茎から伸ばした花茎に白い花を輪生する。

## 類似種
ブラジルチドメグサなど他のチドメグサ属植物に形態が類似する。ウチワゼニクサはブラジルチドメグサに比べて小型であり、浮葉を形成することもブラジルチドメグサに比べて少ない。